# 코모도어 PET

로고

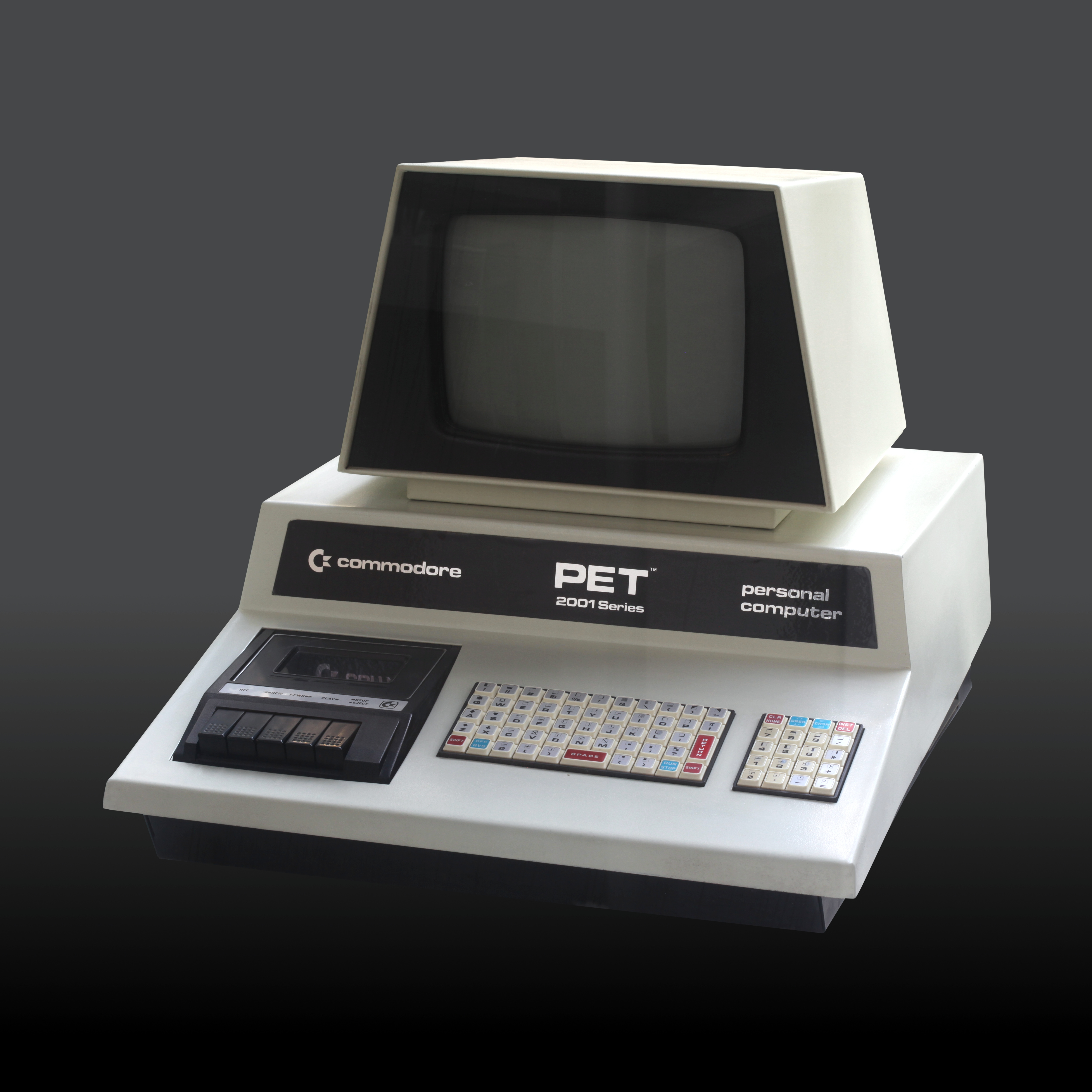
코모도어 PET 2001

코모도어 PET(Commodore PET)는 코모도어 인터내셔널이 1977년부터 생산한 개인용 컴퓨터 제품군이다. 단일 올인원 케이스에는 MOS 테크놀로지 6502 마이크로프로세서, 읽기 전용 메모리의 코모도어 BASIC, 키보드, 흑백 모니터 및 초기 모델의 경우 카세트 데크가 결합되어 있다.
시스템 개발은 1976년에 시작되어 1977년 1월 소비자 가전 전시회에서 대중을 위한 최초의 개인용 컴퓨터로 시연 및 판매되었다. "PET"라는 이름은 앙드레 수손(Andre Souson)이 로스가토스의 페트 록(Pet Rock)을 본 후 제안했으며 "애완 동물 컴퓨터"를 만들 것이라고 말했다. 개인전자거래소(Personal Electronic Transactor)로 약칭되었다. 바이트(Byte)는 PET, 애플 II 및 탠디 TRS-80을 총칭하여 "1977년 삼위일체"라고 불렀다.
초기 PET 2001에 이어 더 많은 메모리, 더 나은 키보드, 더 큰 화면 및 기타 수정 사항을 갖춘 일련의 모델을 통해 디자인이 업데이트되었다. 이 시스템은 캐나다와 미국의 교육 시장은 물론 유럽의 비즈니스 용도로도 최고 판매율을 기록했다.
PET 라인은 약 219,000대의 기계가 판매된 후 1982년에 중단되었다.